# Zygmunt Miłoszewski
Zygmunt Miłoszewski (Varsavia, 8 maggio 1976) è uno scrittore e giornalista polacco.

## Biografia
Zygmunt Miłoszewski inizia a lavorare verso la fine degli anni 90 per il quotidiano Super Express occupandosi prevalentemente di cronaca giudiziaria.
Dal 2003 collabora per l'edizione polacca di Newsweek dove recensisce videogiochi.
Nel 2004 inizia a pubblicare dei romanzi di genere poliziesco il cui protagonista è il procuratore Teodor Szacki. Grazie a questi romanzi ha ottenuto per ben due volte, nel 2007 e nel 2011, il premio del migliore romanzo giallo polacco ("Nagroda Wielkiego Kalibru") e nel 2015 il premio Paszport Polityki nella sezione letteratura.
Visto il grande successo, alcuni di questi romanzi sono stati anche portati sul grande schermo.
Ad oggi risultano pubblicati due romanzi in Italia: "Il caso costellazione" (Uwikłanie, pub. or. 2007), pubblicato da Rizzoli nel 2017 e "Il Citofono" (Domofon, pub. or. 2005), pubblicato da Voland nel 2022.